# 워너 브라더스 코리아
워너 브라더스 코리아(영어: Warner Bros. Korea)는 대한민국의 영화 직배사로, 워너 브라더스가 대한민국에 영화를 배급하기 위해 1989년에 설립했다.

## 역사
1989년 9월에 워너 브라더스가 대한민국의 3번째 영화 직배사인 워너 브러더스 코리아를 설립하면서, 3달 후 영화업 등록 허가증을 교부를 받아 본격적인 직배사업을 시작했다. 설립 초기에는 월트 디즈니 컴퍼니가 직배사업을 시작하지 않은 관계로 월트 디즈니 컴패니의 제작 작품까지도 함께 배급하였으나, 1992년, 디즈니가 독립적인 직배회사를 설립했고, 이후 결국 워너 브러더스의 작품을 단독으로 수입, 배급하는 체제로 회사를 경영하게 되었다.
2015년, 워너 브라더스는 20세기 폭스 코리아에 이어 2번째로 한국영화 제작사업에 진출을 선언해, 첫 작품인 밀정을 개봉시켰다.